# Felipe Geiger Stahr
Felipe Geiger Stahr (Valparaíso, 7 de octubre de 1924 - 25 de octubre de 1980) fue un militar y diplomático chileno.

## Biografía
Nacido en Valparaíso el 7 de octubre de 1924, hijo de Augusto Geiger y Amelia Stahr, ambos descendientes de inmigrantes suizos y  alemanes en la ciudad puerto chilena, respectivamente. Contrajo matrimonio con María Soffia Rivera, con la que tuvo tres hijos: Gail, Janet y Alex.

### Carrera militar
Ingresó a temprana edad a la Escuela Militar del Libertador Bernardo O'Higgins para formarse como oficial del Ejército de Chile. Tuvo participación en el golpe de Estado en Chile del 11 de septiembre de 1973, cuando se desempeñaba como Comandante del Regimiento de Infantería n.º 1 «Buin», tomó el control de las tropas del ala Norte de Santiago en ese día. Durante el intento anterior de derrocar el gobierno de Salvador Allende, conocido como el Tanquetazo, Geiger decidió no intervenir en las maniobras lideradas por el teniente coronel Roberto Souper Onfray, manifestándose en ese momento como leal al General Carlos Prats, que a su vez brindaba lealtad al gobierno de la Unidad Popular.

### Carrera diplomática
El 3 de enero de 1976, fue llamado a retiro del Ejército con el grado de Coronel. Ese mismo año, fue designado por la Junta Militar como embajador de Chile en el Estado Imperial de Irán, presentando sus cartas credenciales al Sah Mohammad Reza Pahleví en Teherán, hasta la ruptura de las relaciones bilaterales en 1980, una vez asumido el régimen teocrático de la Revolución iraní, siendo el último embajador chileno en la nación persa hasta el restablecimiento de sus respectivos embajadores en 2015, bajo el gobierno de Michelle Bachelet. Geiger no se encontraba presente en la misión diplomática al momento del cierre de la embajada, debido a sus constantes viajes a Santiago para tratarse un cáncer que le fue detectado, razón de su fallecimiento el 25 de octubre de 1980.